# Loligo
Loligo es un género de calamares (Teuthida) y uno de los grupos Myopsina más representativos y ampliamente distribuidos. 

## Especies
El género incluye dos subgéneros, se piensa pero diferente, que algunas especies tendrían que pasar a esta categoría:
- Subgénero Alloteuthis Wülker, 1920
  - Loligo africana
  - Loligo media
  - Loligo subulata
- Subgénero Loligo Lamarck, 1798
  - Loligo vulgaris
    - Loligo vulgaris reynaudi
    - Loligo vulgaris vulgaris
- Subgénero inderterminado
  - Loligo bleekeri
  - Loligo forbesii
  - Loligo gahi
  - Loligo ocula
  - Loligo opalescens
  - Loligo pealeii
  - Loligo pickfordi
  - Loligo plei
  - Loligo roperi
  - Loligo sanpaulensis
  - Loligo surinamensis
  - Loligo vietnamensis

- Datos: Q2706095
- Multimedia: Loligo / Q2706095
- Especies: Loligo